# Водный комплекс Берната Пикорнелла
Водный комплекс Берната Пикорнелла (исп. Piscinas Bernat Picornell) — спортивный комплекс водных видов спорта, расположенный в г. Барселона (Испания).

## Общая информация
Место для плавания, расположенное на Олимпийском кольце в Монжуике, Барселона. Комплекс состоит из трёх бассейнов: 50-метровый крытый бассейн, 50-метровый открытый бассейн и бассейн для дайвинга. Здесь проходили соревнования по плаванию, синхронному плаванию, финал по водному поло и плавательная часть соревнований по современному пятиборью на летних Олимпийских играх 1992 года.
Бассейны предназначены для общественного пользования и открыты круглый год.

## История
Спортивный комплекс, назван в честь каталонского пловца и основателя испанской Федерации плавания Берната Пикорнелла I Ричера. Было построено для проведения чемпионата Европы по водным видам спорта 1970 года. В 1990 году начались работы по реконструкции Олимпийских игр 1992 года. Основные изменения заключались в том, что был покрыт крышей тренировочный бассейн и установлены временные трибуны, что позволило увеличить вместимость до более чем 10 000 зрителей.
После Олимпийских игр 1992 года в открытом бассейне, рассчитанном на 3000 зрителей, было проведено несколько чемпионатов Испании и Каталонии по плаванию, а также соревнования по синхронному плаванию на чемпионате мира по водным видам спорта 2003 года. В 2013 году здесь проходили соревнования по водному поло на чемпионате мира по водным видам спорта 2013 года.
В 2018 году в этом бассейне проводился Чемпионат Европы по водному поло среди мужчин 2018 и Чемпионат Европы по водному поло среди женщин 2018